# Wyciek ropy w południowym Queensland (2009)

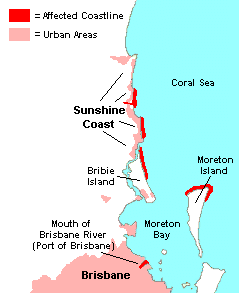
Obszar dotknięty katastrofą.

Wyciek ropy w południowym Queensland – wystąpił dnia 11 marca 2009 roku u południowo-wschodniego wybrzeża stanu Queensland, Australia. Do wód morskich wyciekło 230 ton oleju napędowego, 30 ton innych paliw oraz 31 kontenerów wpadło do Morza Koralowego, na północ od Zatoki Moreton w trakcie trwania cyklonu Hamish. Wyciek nastąpił z kontenerowca MV Pacific Adventurer. W ciągu następnych dni wyciek objął 60 km brzegu obejmując regiony: Sunshine Coast, Zatoki Moreton, Wyspy Bribie i Moreton.
Rząd stanu Queensland ogłosił stan wyjątkowy. Premier Anna Bligh opisała wyciek jako "najgorszą katastrofę ekologiczną w Queensland".

## Przyczyna
Kontenerowiec MV Pacific Adventurer płynął z Newcastle do portu w Brisbane położonego w Zatoce Moreton. Cyklon Hamish utworzył się nad wybrzeżem Queensland. Niewłaściwe składowanie przewożonego ładunku spowodowało jego przemieszenie i uszkodzenie innych kontenerów oraz wyciek różnych substancji do morza. Kadłub statku został uszkodzony poniżej linii wodnej.
Początkowo armator jednostki Swire Group podał, że do morza wyciekło tylko 20 ton substancji. Dane te szybko ulegały zmianom, najpierw wyciek oszacowano na 30 ton, następnie na 100 ton, a w końcu ilość substancji która wyciekła ze zbiorników kontenerowca była oszacowana na 230 ton. Najnowsze szacunki wskazują, że ze statku mogło wyciec aż 250 ton paliwa. Inspekcja przeprowadzona przez nurków na pokładzie statku, wykryła dwie dziury. Jedna znajdowała się tuż nad linią wodną (10 mm długości oraz 15 mm szerokości - z pewnością nie stanowiła dużego zagrożenia dla statku); druga dziura znajdowała się pod dnem statku (1 m długości oraz 0,3 m szerokości).

## Obszary dotknięte
W dniu po katastrofie, substancje osiadły na 60 km odcinku wybrzeża. Większość z dotkniętych obszarów została zamknięta dla mieszkańców. Uzyskane zdjęcia z satelity ukazują stopień wycieku substancji z kontenerowca.
- Sunshine Coast:
  - Bokarina
  - Marcoola
  - Rzeka Maroochy
  - Minyama
  - Mudjimba
  - Warana
  - Wurtulla
- Zatoka Moreton
  - Wyspa Bribie – północne wybrzeże
  - Wyspa Moreton – północne wybrzeże
- Rzeka Brisbane – 500 m w głąb koryta

## Oczyszczanie
Koszty oczyszczania regionów nabrzeżnych zostały początkowo wycenione na 100 tys. AUD, a akcja czyszczenia trwała dłużej niż jeden tydzień z powodu dalszego rozprzestrzeniania się substancji. Dnia 15 marca akcja czyszczenia plaż osiągnęła kwotę 6,6 mln USD, zaś do lipca 2009 całkowity koszt oczyszczania został wyceniony na 31.5 mln USD. Początkowo zespół 88 osób pracował na terenie katastrofy, w kolejnych dniach liczba pracowników zwiększyła się o 58 osób. Od 16 marca Australijska Marynarka Królewska prowadziła poszukiwana 31 kontenerów z zawartością azotanu amonu.
15 marca rząd Australijski poinformował, że 50% ropy zostało usunięte. Wyspa Bribie została wyczyszczona w 95%, wybrzeże Sunshine Coast w 85%, a Wyspa Moreton w 25%. Łącznie na Wyspie Moreton pracowało 290 osób.

## Konsekwencje
Krótko po wycieku rząd stanowy ogłosił stan wyjątkowy. W wyniku podjętych środków zamkniętych zostało kilka plaż, które zostały dotknięte przez katastrofę. Zamknięte regiony: 
- Wszystkie plaże na Wyspie Moreton.
- Wody przybrzeżne i plaże w regionie Sunshine Coast.
- Południowe krańce wyspy Bribie.

Właściciel statku, przedsiębiorstwo żeglugi morskiej Swire Shipping, zostało ukarane grzywną w wysokości 1,3 mln USD. W wyniku katastrofy ekologicznej firma może zostać ukarana dodatkowo o kwotę 163,5 mln USD. Po długich negocjacjach z rządem australijskim, w sierpniu 2009 Swire Shipping zgodziło się zapłacić 23.2 mln USD ($25 mln AUD) na pokrycie kosztów oczyszczania.
Do 17 marca około 30 zwierząt (głównie ptaków morskich, a także węży i żółwi morskich) zostało oczyszczonych z oleju. Skutki tej katastrofy były odczuwane przez kilka miesięcy, naukowcy ostrzegali m.in. przed spadkiem populacji ryb oraz bieleniem roślin namorzynowych